# Sin culpa
Sin culpa è un singolo del rapper argentino Duki, pubblicato il 7 dicembre 2018 con la collaborazione del cileno DrefQuila.

## Successo commerciale
Il singolo ha avuto un buon numero di vendite e di ascolti sulle piattaforme streaming.
È il singolo che ha spianato la strada al cileno, ed è uno dei più conosciuti di el Duko.

## Tracce
1. Sin culpa (feat. DrefQuila) – 4:04